# Stericta palmistalis
Stericta palmistalis är en fjärilsart som beskrevs av William James Kaye 1924. Stericta palmistalis ingår i släktet Stericta och familjen mott. Inga underarter finns listade i Catalogue of Life.